# Charles Ables
Charles Ables est un guitariste et bassiste de jazz américain né le 23 juillet 1943 dans le Mississippi et mort le 8 octobre 2001 à Washington.

## Biographie
C'est comme guitariste que Charles Ables commence sa carrière de musicien auprès de Ray Charles. À partir de 1973 et jusqu'à son décès en 2001, il est le bassiste régulier de la chanteuse Shirley Horn avec qui il enregistre de nombreux albums. On a pu l'entendre aussi aux côtés de Carmen McRae, Joe Williams, Toots Thielemans, etc.